# Manuel Engel
Manuel Engel  (* 31. Oktober 1993) ist ein Schweizer Unihockeyspieler, der beim Nationalliga-A-Verein Floorball Köniz unter Vertrag steht.

## Karriere

### Verein

#### Unihockey Tigers Langnau
Engel debütierte als 17-Jähriger in der Nationalliga A für die Unihockey Tigers Langnau. Für die Tigers absolvierte er in fünf Jahren in 107 Partien und erzielte dabei 162 Skorerpunkte.

#### Växjö IBK
2015 wechselte Engel als 22-Jähriger zum von Niklas Nordén trainierten Växjö IBK in die stärkste Unihockey-Liga der Welt. Niklas Nordén bezeichnete ihn als einen fantastischen Spieler mit Speed, Einstellung und Spielverständnis. Mit Växjö IBK qualifizierte er sich mit Ausnahme der Saison 2019/20 aufgrund der Saisonabbruchs infolge der Corona-Pandemie immer für die Playoffs.

#### Floorball Köniz
Nach fünf Jahren in Schweden entschied sich Engel für eine Rückkehr in die Schweiz. Engel wechselte als Königstransfer zu Floorball Köniz.

### Nationalmannschaft
Engel spielte zwischen 2009 und 2011 für die Schweizer U19-Unihockeynationalmannschaft. Mit der U19 nahm er an der Weltmeisterschaft 2011 teil, ehe er 2012 bereits in der A-Nationalmannschaft debütierte.